# Kurt von Dambrowski

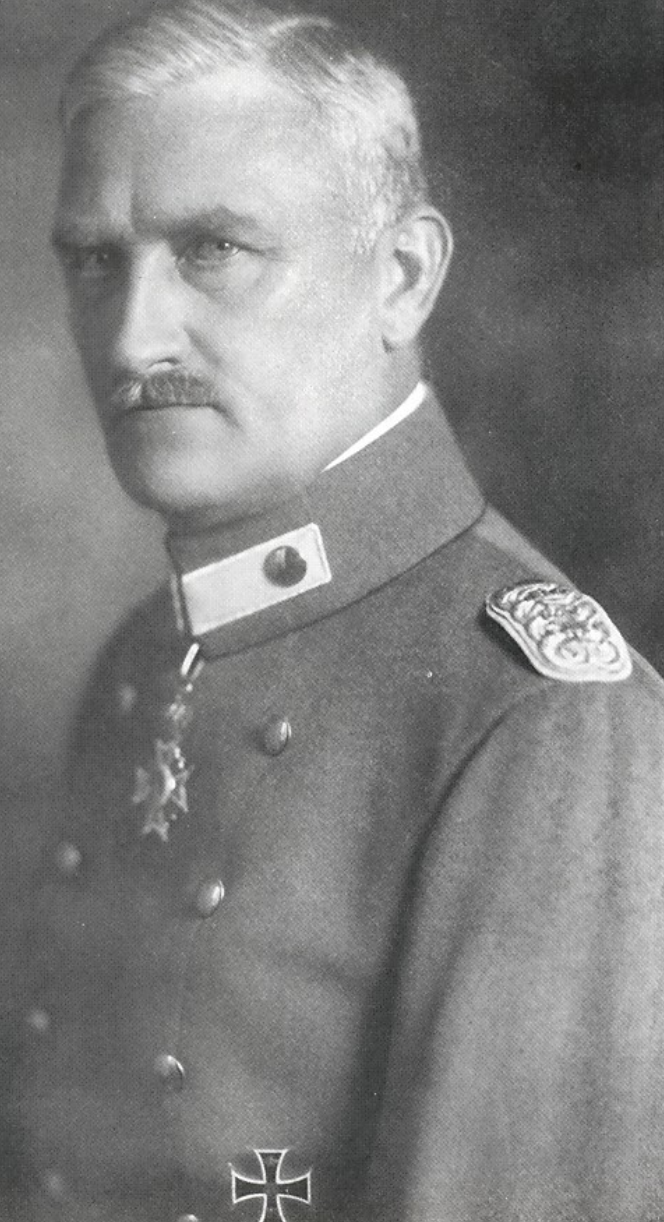
Kurt von Dambrowski

Kurt Max Theodor von Dambrowski, ab 26. Mai 1922 von der Damerau-Dambrowski (* 22. November 1869 in Borntuchen bei Bütow; † 3. März 1944) war ein sächsischer Oberst, Flügeladjutant, Hofchef und enger Vertrauter des letzten sächsischen Königs, Friedrich August III.

## Leben

### Herkunft und Familie
Er entstammte dem Adelsgeschlecht derer von Damerau. Seine Eltern waren Hugo von Dambrowski (* 1826; † 1876) und Sophie Götz (1832; † 1890). Kurt von Dambrowski hatte mehrere Geschwister, ein Bruder war der Vizeadmiral der Kaiserlichen Marine Hans von Dambrowski. Er heiratete 1897 in Dresden Bertha Freiin von Waldenfels (* 1868; † 1931) die Söhne waren Hans-Karl (auch Hanskarl), späterer Oberst der Wehrmacht und Ulrich von der Damerau-Dambrowski, späterer SS-Offizier und Konsul in Rumänien. Ein Schwager war Hans-Karl von Waldenfels und sein Schwiegervater war Ernst von Waldenfels. Der spätere Regimentskommandeur und Generalmajor Joachim von Damerau-Dambrowski (* 1896; † 1943) war sein Neffe.

### Karriere
Dambrowski trat 1882 als Kadett in den Kadettenkorps der sächsischen Armee ein und wurde nach mehrjähriger Erziehung im Jahre 1887 zum Fähnrich ernannt. Nach Beförderung zum Leutnant im Jahre 1888 stieg er in den folgenden Jahren weiter im Rang auf, so 1894 zum Oberleutnant und 1900 zum Hauptmann. Seine Beförderung zum Major ohne Patent am 22. Mai 1908 erhielt er während seiner Ausführung als Adjutant des sächsischen Kriegsministers Max von Hausen. Das Patent erhielt er am 23. September 1911. 1913 wurde er Bataillonskommandeur im Leib-Grenadier-Regiment Nr. 100. 1905 erwarb von Dambrowski zusammen mit seinem Schwager Hans-Karl von Waldenfels ein Grundstück in Stelzen bei Reuth. Auf dem Grundstück errichteten die beiden eine Villa, die als Sommersitz fungierte und die auch vom sächsischen König öfters besucht wurde.
Nach Ausbruch des Ersten Weltkrieges diente er weiterhin als Bataillonskommandeur und wurde 1915 zum Kommandeur seines Regiments ernannt. In dieser Position wurde im Rahmen der Division Francke er für seine Verdienste während der Schlacht an der Somme am 12. Oktober 1916 zum Kommandeur II. Klasse des Militär-St.-Heinrich Orden ausgezeichnet. 1917 wurde er zum Flügeladjutanten des sächsischen Königs Friedrich August III. ernannt und blieb zur Novemberrevolution und dem Waffenstillstand von Compiègne in dieser Position. Nach kurzer Verwendung als Abteilungschef im sächsischen Kriegsministerium und nachfolgend als Abteilungschef im sächsischen Ministerium für Militärwesen wurde er am 25. August 1919 zur Disposition gestellt und am 31. März 1920 als Oberst aus der Armee verabschiedet. Er folgte dem ehemaligen sächsischen König in das Exil im Schloss Sibyllenort in Schlesien, wo er (bis mindestens 1932) als Chef der königlichen Hofhaltung fungierte. Am 26. Mai 1922 wurde ihm durch das sächsische Ministerium des Inneres die Wiederaufnahme des Doppelnamens Damerau-Dambrowski erlaubt. Nach dem Tod Friedrich August III. im Februar 1932 hinterließ durch sein Testament 2.147.870 Mark an Erbvermögen, die er durch ein von ihm bestimmtes Kuratorium, welchem Damerau, der Justizrat Arthur Meding und der Chef der sächsischen Verwaltung Wolf von Tümpling angehörten, zur Beaufsichtigung übergab, damit das Vermögen für die Dauer von 30 Jahren unteilbar sein sollten. Die Erbengemeinschaft ignorierte den letzten Willen des Vaters und beschloss im März 1932 in München unter Ausschluss der Kuratoriumsmitglieder die sofortige Aufteilung des Vermögens.
Dambrowski war Träger zahlreicher seltener Auszeichnungen, darunter dem Ritterkreuz des Hausorden der Rautenkrone und der Komtur II. Klasse des Militär-St.-Heinrichs-Ordens.

## Genealogie
- Gothaisches Genealogisches Taschenbuch der Adeligen Häuser. Deutscher Uradel. 1924. 25.-Jubiläums-Jahrgang, Justus Perthes, Gotha 1923, S. 182 ff. Siehe: FamilySearch (Kostenfrei).
- Gothaisches Genealogisches Taschenbuch der Adeligen Häuser. Zugleich Adelsmatrikel der Deutschen Adelsgenossenschaft. Teil A (Uradel). 1941. Dreiunddreißigster Jahrgang, Justus Perthes, Gotha 1940, S. 96 f. Siehe: FamilySearch (Kostenfrei).